# Bataille de Straelen
La bataille de Straelen a eu lieu le 23 juin 1468 près de l'actuel quartier de Zand de la ville de Straelen (en Basse-Rhénanie) entre les armées d'Adolphe de Gueldre, duc de Gueldre depuis 1465, et de Jean Ier de Clèves, duc de Clèves depuis 1448, comte de la Marck et seigneur de Ravenstein.
Le déclencheur immédiat du différend a été l'occupation de la ville de Wachtendonk, qui appartenait au duché de Gueldre, par le duc de Clèves, qui a fait référence à des accords passés avec l'ancien duc de Gueldre, Arnold, le père de son adversaire dans ce conflit. Adolphe de Gueldre avait alors démis de ses fonctions son père porteur du titre et l'avait emprisonné. Il ne reconnaissait pas la cession de Wachtendonk en faveur du parti de Clèves et voulait reconquérir la ville occupée par la force des armes.
Les combats, qui ont duré toute la journée, se sont terminés par une victoire gueldroise — sans pouvoir modifier de manière décisive l'équilibre des pouvoirs entre les deux duchés sur le long terme.

## Site de bataille
La bataille a eu lieu près de Straelen, qui au Moyen Âge, comme la ville stratégique de Wachtendonk, appartenait aux quartiers dits supérieurs. C'était l'un des quatre quartiers (provinces) du duché de Gueldre, qui s'étendait au-delà des frontières actuelles de l'Allemagne jusqu'aux Pays-Bas. Les combats ont eu lieu dans un Landwehr près du district actuel de Zand. Après la bataille, le champ de bataille a été consacré au monastère de Zandt (également appelé monastère de Mariensande (de)), auquel le duc de Gueldre avait fait don des terres en tant que vainqueur de la bataille.

## Contexte
La bataille fut précédée d'une série d'affrontements entre les ducs de Gueldre et celui de Clèves qui remontaient à 1433. Le 31 mars 1433, Wilhelm von Wachtendonk avait transféré le château (de) auparavant indépendant et la seigneurie de Wachtendonk à son parent, Arnold d'Egmond, alors duc de Gueldre. Cela lui a accordé un certain nombre de dîmes et de droits féodaux dans la Veluwe. Des années plus tard, le duc de Gueldre — père du duc Adolphe — a promis Wachtendonk au duché de Clèves, ce qui a ensuite conduit à la bataille de Straelen.
Les souverains des deux duchés voisins Clèves et Gueldre étaient ennemis, mais aussi apparentés. Le duc Jean Ier de Clèves était l'oncle maternel du jeune duc Adolphe de Gueldre, mais les deux opposants avaient également des liens familiaux avec la maison de Bourgogne, qui devait acquérir une importance historique au cours de la succession Gueldre-Clèves : le duc Adolphe était l'époux de Catherine de Bourbon, fille de Charles Ier de Bourbon et d'Agnès de Bourgogne, tandis que le duc Jean était le fils de Marie de Bourgogne, fille du duc Jean Ier de Bourgogne. 
L'ancien duc Arnold, père du jeune duc Adolphe, régnait sur la Gueldre depuis 1423 et dirigeait une cour somptueuse, mais il était lourdement endetté et, faute d'argent, avait entre autres choses promis la ville fortifiée de Wachtendonk au duc Adolphe Ier de Clèves en 1440. Ce faisant, il avait non seulement retourné contre lui une grande partie des domaines gueldrois, mais aussi sa propre femme, dont le désaccord n'a pas été amoindri par le pèlerinage de son époux à Rome et à Jérusalem de 1440 à 1442. Son épouse Catherine, fille du duc Adolphe Ier de Clèves, forgea des plans pour renverser son mari en faveur de son fils Adolphe pendant son absence. Mais ce n'est qu'en 1465 que ses intrigues aboutissent.
Le soir du 9 janvier 1465, le duc Arnold avait donné une fête dans son château de Grave, à laquelle sa femme et son fils Adolphe, alors âgé de 27 ans, participaient également. Après que le duc Arnold se fut retiré dans ses appartements, des hommes armés pénétrèrent sur ordre de son fils et firent le duc prisonnier. Puis ils l'emmenèrent au château de Bühren, où le fils fit jeter son père dans un cachot. Le 21 janvier 1465, les citoyens de Gueldre prêtèrent allégeance à leur nouveau maître.
Adolphe, maintenant le nouveau duc de Gueldre, s'est immédiatement mis à restituer à son duché les anciens droits, y compris la ville de Wachtendonk, qui était tombée aux mains de Clèves. Ce faisant, il rencontre l’opposition de Jean Ier, duc de Clèves depuis 1448, et aussi seigneur de Wachtendonk. Il s'était allié à Guillaume d’Egmond, le frère de l'ancien duc de Gueldre, enfermé en prison.

## La bataille
Les deux belligérants ont d'abord commencé à se battre lors de nombreuses petites escarmouches et raids sur des villages et des fermes dans leurs territoires respectifs. Le côté gueldrois avait dressé le siège autour de Wachtendonk, en érigeant un rempart renforcé de bastions et de pièces d'artillerie.
Le 22 juin 1468, la veille de la bataille décisive, le duc de Clèves réussit à pénétrer secrètement dans le Landwehr près de Straelen et à ravitailler la ville de Wachtendonk en hommes et en nourriture. Le duc Adolphe de Gueldre, qui avait trouvé un allié dans l'électeur et archevêque de Cologne, Robert du Palatinat, savait que les troupes d'approvisionnement de Clèves dépendaient de la route surélevée qui passait devant Straelen. Le duc de Gueldre fit creuser plus profondément les tranchées du Landwehr et renforcer les remparts pour couper la retraite aux forces de Clèves.
La force armée de Gueldre se composait de 600 chevaliers et 6 000 hommes d’arme à pied, principalement issus du cœur du duché, le quartier supérieur avec Ruremonde, Venlo et la ville de Gueldre. Aucun soutien n'était venu des quartiers inférieurs éloignés autour d'Arnhem, de Zutphen et de la Veluwe, à l'exception de la cavalerie de Wageningen.
De plus, l'archevêque Robert de Cologne avait aussi fourni un soutien pour l’armée gueldroise composé de 200 chevaliers envoyés de la ville voisine de Kempen.
Le matin du 23 juin 1468, le duc Adolphe localise son adversaire le duc Jean dont la force était composée de 2 400 chevaliers 5 000 hommes d’arme à pied.
Les deux armées sont en ordre de bataille et se font face. Aucun des deux ducs n'a harangué ses partisans pour les encourager à la bravoure. Selon la coutume de l'époque, ils accordaient l’accolade à nombre de leurs fidèles. Le duc de Gueldre a également juré de fonder un monastère après sa victoire (ce qui s'est finalement produit) et de libérer son père captif (ce à quoi il n'adhérait pas vraiment).
Aussitôt le combat éclate de toute part. Les forces de Clèves attaquent par trois fois avec violence mais à chaque fois, elles sont repoussées avec succès. Certaines troupes de Gueldre s'étaient cachées dans les tranchées et dans les buissons voisins en embuscade, d'où elles tiraient sur leurs adversaires, tuant, blessant et faisant de nombreux prisonniers.
Il y a aussi des morts et des blessés du côté des hommes de Gueldre. Son porte-drapeau, Sheiffard van Merode (Sheiffart), reçoit un tir dans la tête lors du second assaut. Matthias von Eyell, maître de la cour ducale et seigneur d'Östrum, reprend alors la bannière de Gueldre ; mais un boulet lui fracasse les deux jambes et meurt à son tour. Le duc Adolphe lui-même est également blessé par des flèches.
La bataille dure toute la journée. En fin de compte, les hommes de Clèves, ne pouvant plus tenir, s'enfuient dans toutes les directions hors du quartier de Zandt (c'est pourquoi ils ont par la suite gagné le sobriquet de « lapins de sable » — jeu de mots sur Zandt « sable »).
Finalement, la victoire fut acquise au duc de Gueldre. Son oncle, le duc de Clèves, dut s'avouer vaincu. Le monastère de Zandt pouvait maintenant s'élever sur le champ de bataille, comme symbole de la victoire gueldroise. Puis l'archevêque de Cologne renforça les troupes de Gueldre avec 800 cavaliers supplémentaires, qui participèrent à la poursuite des fuyards qui s'étaient enfuis vers Mönchengladbach, Brüggen et Juliers. Bon nombre de nobles tombèrent entre les mains des vainqueurs. Le porte-bannière de Clèves, 50 chevaliers et écuyers et de nombreux hommes à pied furent faits prisonniers ; la bannière ducale capturée, mais aussi celles des villes de Wesel, Soest et d'autres lieux. De nombreux partisans de Clèves étaient morts, dont le jeune comte Friedrich von Neuenahr-Alpen (de), le comte de Ronkelen, les Befehlshaber (de) d'Uedem, de Gennep et de Kranenburg.
Le duc de Clèves n'échappe à la captivité qu'avec de la chance ; il est secouru par les troupes de Wesel et emmené à Cologne, où il se place sous la protection de la duchesse Sophie de Saxe-Lauenburg.
Parmi les troupes gueldroises, dont le duc avait toujours revendiqué la possession du champ de bataille, il y eut des morts et de nombreux blessés, mais personne ne fut fait prisonnier.

## Après la bataille
Cette bataille fut une victoire importante pour la Gueldre, mais cela n'a pas signifié la fin des querelles entre les duchés de Gueldre et de Clèves : en février 1471, le duc Adolphe de Gueldre est emprisonné à Namur par Charles le Téméraire. Son père Arnold, qui est alors libéré, reprend temporairement la tête du duché, mais en décembre 1471, il doit finalement le céder à la Bourgogne. Après la mort de Charles le Téméraire, en 1477, Adolphe de Gueldre est de nouveau nommé duc de Gueldre pendant quelques mois, mais la même année, il meurt dans une bataille aux environs de la ville Tournai, où il est enterré. Son adversaire Jean Ier, ayant soutenu l’annexion du duché de Gueldre par Charles le Téméraire, reprend Wachtendonk et ainsi, l'ancien perdant de la bataille de Straelen devint le vainqueur définitif.
En 1539, un successeur du duc Jean Ier de Clèves, Guillaume de Clèves, unifie la Gueldre avec les duchés de Clèves, de Juliers et de Berg, mais seulement pour une courte période. Par le traité de Venlo de 1543, les Habsbourg et l'empereur Charles Quint s'emparent finalement du duché de Gueldre.

## Conséquences
La bataille a eu un impact sur la ville de Straelen, qui s'est développée jusqu'aux temps modernes. Dans l’éventualité où il sortirait vainqueur de la bataille, le duc Adolphe avait fait vœu de fonder un monastère. Il fut convenu que les chanoines augustins du monastère de Bethléem près de Venray (sur la Meuse) déménageraient à Straelen. En 1470, la communauté des frères du monastère s'installa solennellement dans ce nouvel établissement, le monastère de Mariensande ou Zandt. Les chanoines ont ainsi établi un lieu consacré à l'activité religieuse sur le site de la bataille, qui gagna culturellement et historiquement en importance.
En un autre acte de fondation, le duc Adolphe créa un ordre de chevalerie gueldrois en l'honneur de la Vierge Marie, dans lequel les chevaliers les plus fidèles de la bataille furent acceptés.
Le duc Adolphe fit ériger un monument à l'un de ces « chevaliers parmi les plus fidèles » : un chevalier agenouillé sculpté dans la pierre, qui figurait sur la liste des monuments de Straelen sous le nom de « Sterk Helmes » (« Guillaume le Fort »). Cette sculpture se trouve à son emplacement historique en face de l'ancien monastère de Zandt.

## Galerie

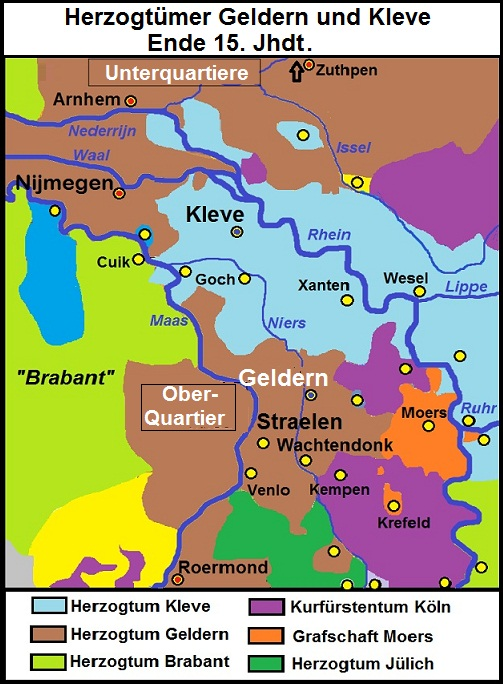
Territoires des duchés de Clèves et de Gueldre avec les villes de Clèves, Gueldre, Straelen et Wachtendonk
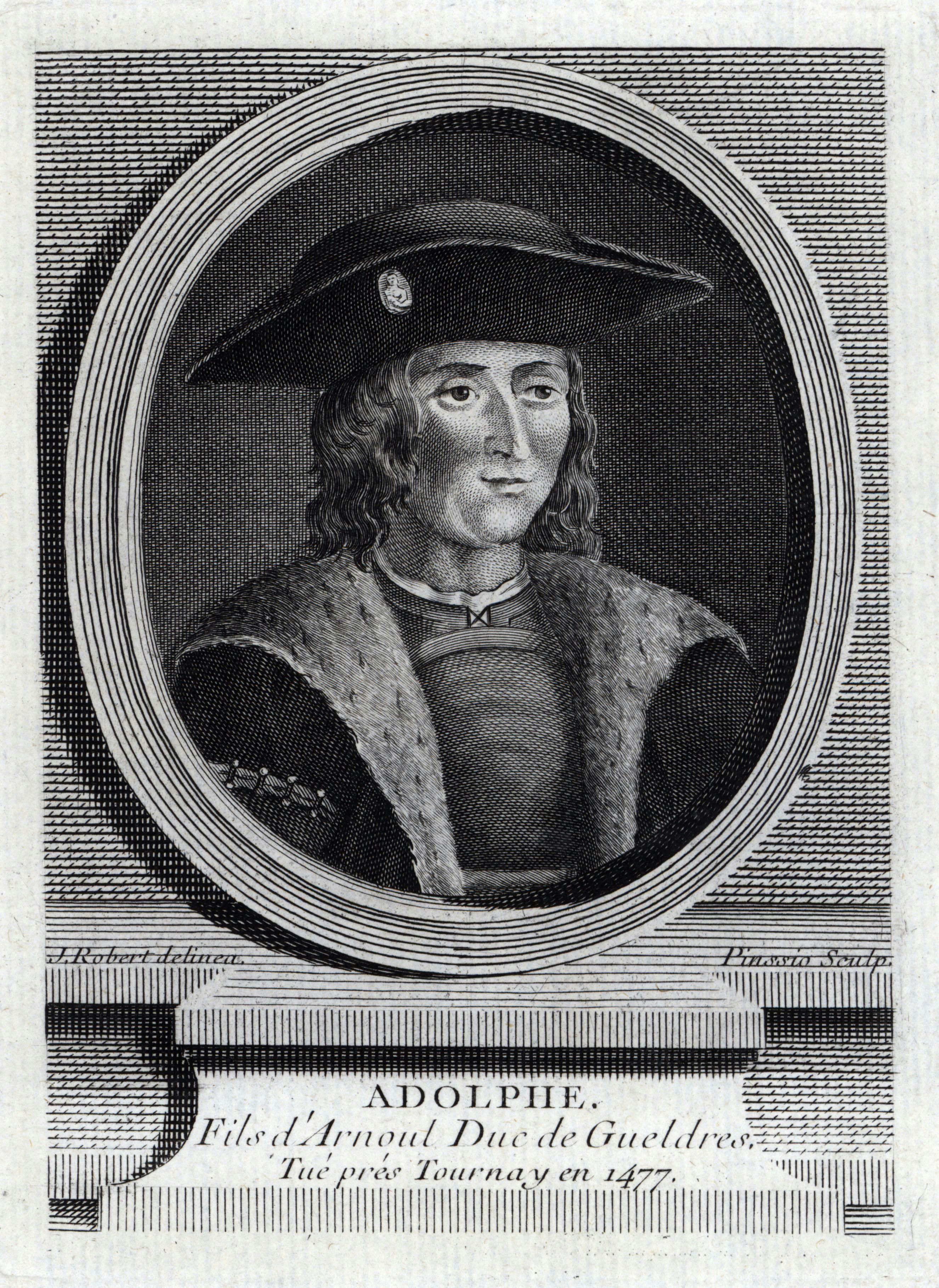
Adolphe, duc de Gueldre de 1465 à 1471, belligérant de la bataille de Straelen
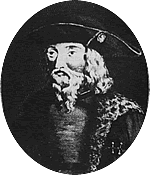
Arnold de Gueldre, père d'Adolphe, provisoirement fait prisonnier par son fils
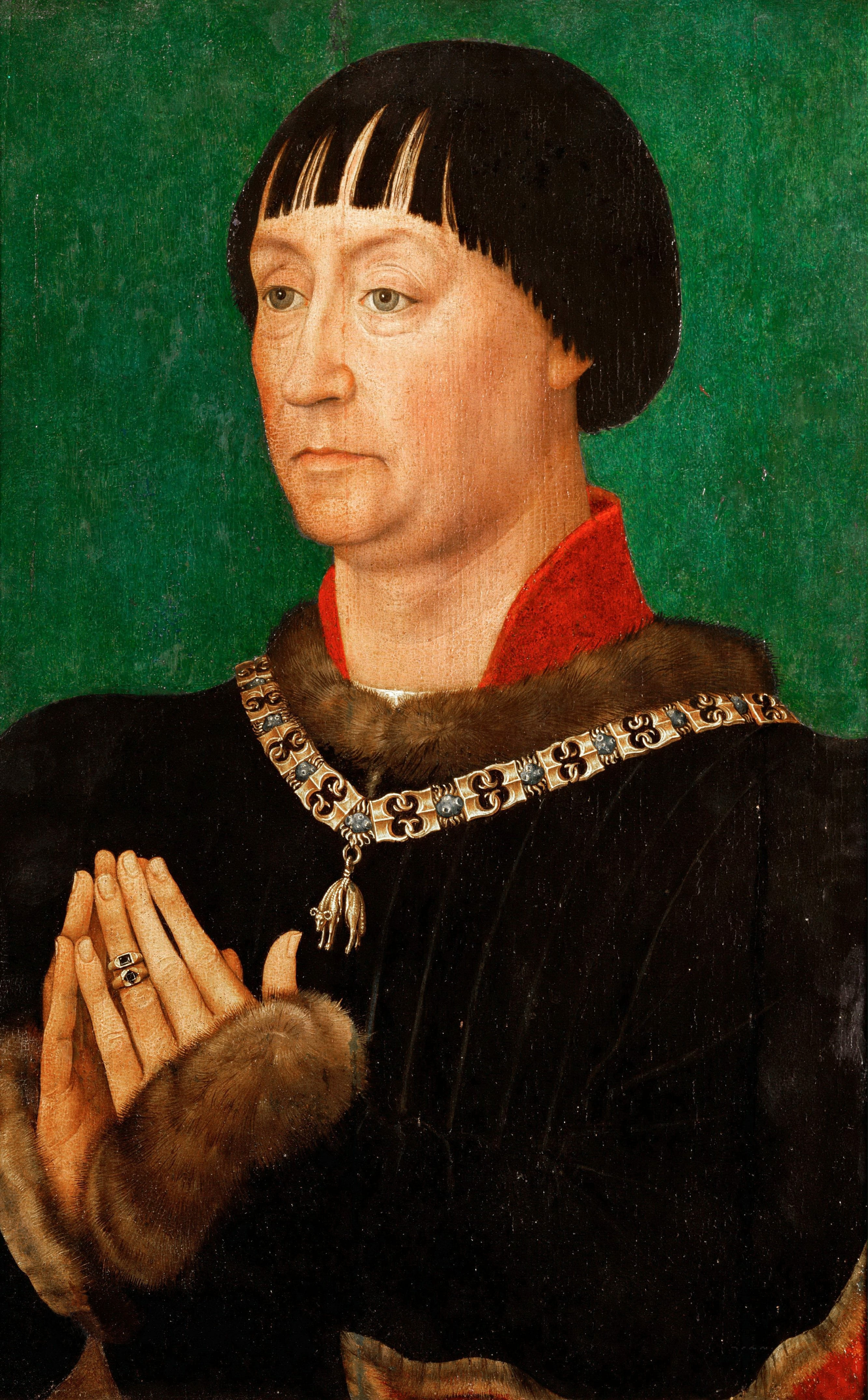
Jean Ier, duc de Clèves, belligérant de la bataille de Straelen
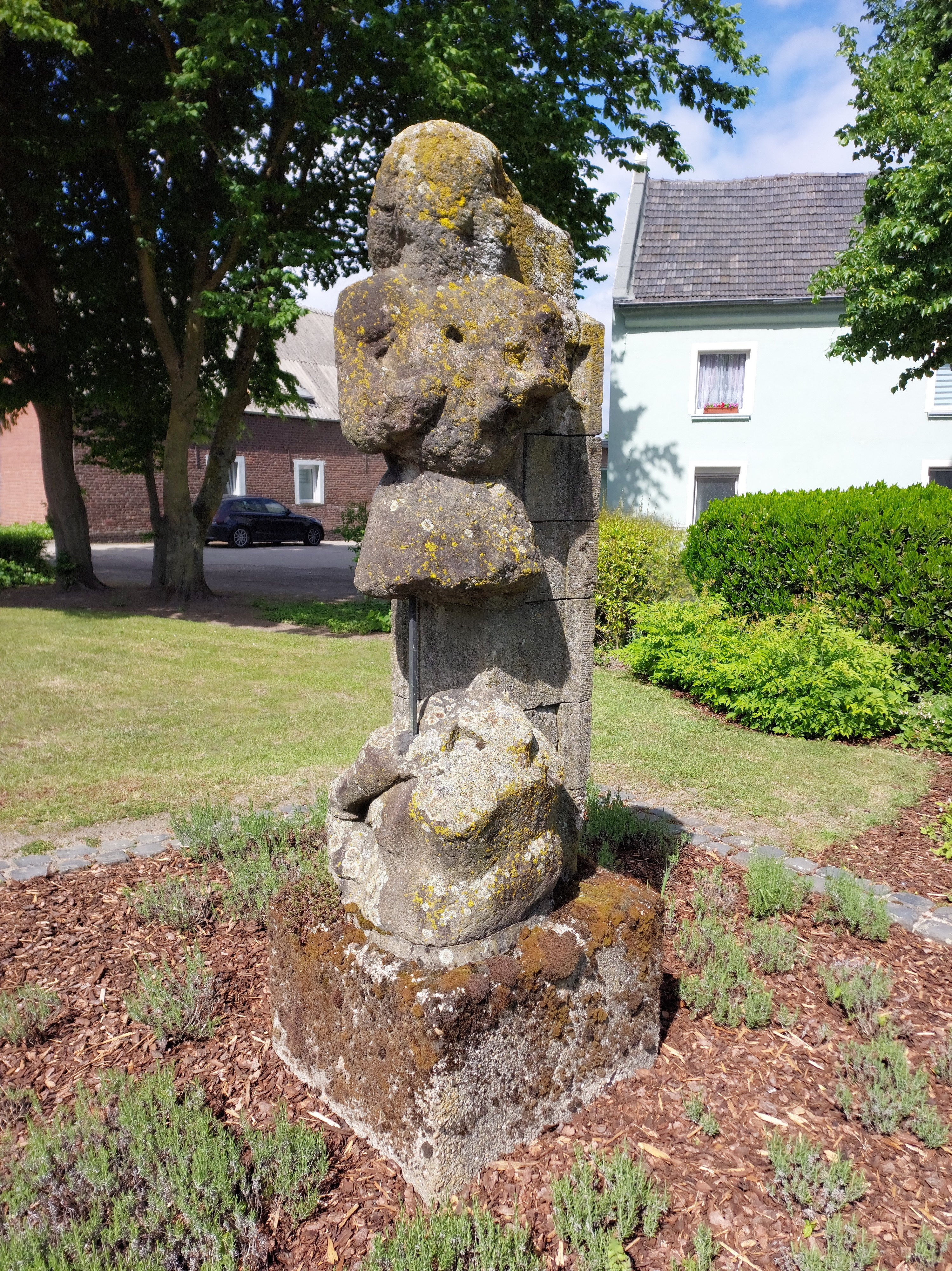
Sculpture du chevalier Sterk Helmes
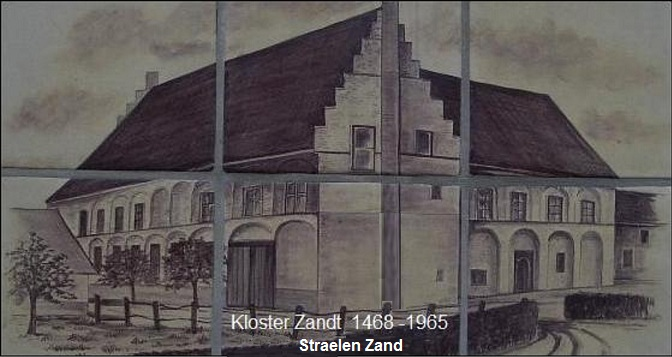
Carreau de céramique sur le pignon d'un bâtiment actuel représentant le monastère de Zandt

## Sources